# Ielena Liubímova
Ielena Aleksandrovna Liubímova (en rus: Елена Александровна Любимова; Moscou, 25 de setembre de 1925 – íd., 22 d'abril de 1985) va ser una geòloga soviètica coneguda per les seves investigacions geotèrmiques, i una de les primeres dones geofísiques de la Unió Soviètica a fer investigacions a l'Oceà Atlàntic.

## Formació
Liubímova es va formar a la Universitat Estatal de Moscou, on va estudiar física i matemàtiques amb Andrei  Tikhonov i Otto Schmidt. Es va llicenciar el 1955 amb la tesi «Camp tèrmic de la Terra», i es va doctorar el 1966, amb la tesi «Investigació sobre la tèrmica de la Terra». Al 1972 va ser nomenada professora.

## Carrera i recerca

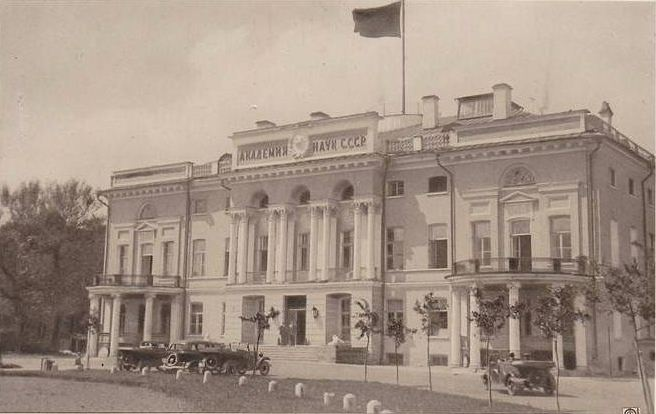
Acadèmia de Ciències de la Unió Soviètica, la institució científica més important de la URSS entre 1925 i 1991, on treballà Liubímova.

Liubímova va passar tota la carrera a l'Institut Geofísic, ara Institut de Física de la Terra de l'Acadèmia de Ciències de Rússia. La seva recerca va incloure estudis d'intercanvi de calor a l'interior de la Terra, l'evolució de la Terra i la Lluna, zones de subducció i expansió a la fossa de Kola, flux de calor al llarg dels continents i oceans a l'Àrtic, anomalies de flux de calor i electroconductivitat. Va ser fundadora del Comitè Internacional per al Flux de Calor i va coordinar un important projecte per cartografiar el flux de calor a la litosfera.
Va ser durant molt anys vicepresidenta del Consell Científic de l'Acadèmia de Ciències de l'URSS per a la recerca geotèrmica i va coordinar el projecte Model Tèrmic de la Litosfera.
També va ser la primera dona científica a embarcar en un vaixell oceanogràfic estatunidenc, un fet que constituïa una veritable dificultat fins a la dècada de 1960, en què les científiques no podien participar en expedicions oceanogràfiques nord-americanes o europees, per un impediment arrelat en mites i supersticions atàviques però implacables sobre malastrugances, un tabú que no regia, en canvi, per als vaixells soviètics.
Així, en plena guerra freda, el Departament d'Estat dels Estats Units va aprovar la participació de dos científics soviètics, un dels quals va resultar ser una dona, Liubímova, fet que va trencar amb la norma per la qual no s'havien admès fins aleshores dones a bord. Des d'aquell dia, les dones oceanògrafes estatunidenques, que fins llavors havien hagut d'estudiar els oceans des de terra, van poder embarcar en vaixells de recerca.

## Publicacions
És autora de autora de quatre monografies, més de 140 articles científics i ha dirigit un gran nombre de tesis doctorals. La seva obra Tèrmiques de la Terra i la Lluna (1968), ha estat una referència per a més d'una generació de geofísics.

## Honors i premis
- Presidenta del Comitè Internacional per al Flux de Calor (1971–1979).
- Vicepresidenta del Consell Científic per a la Recerca Geotèrmica.[1]